# Auwers (kráter)

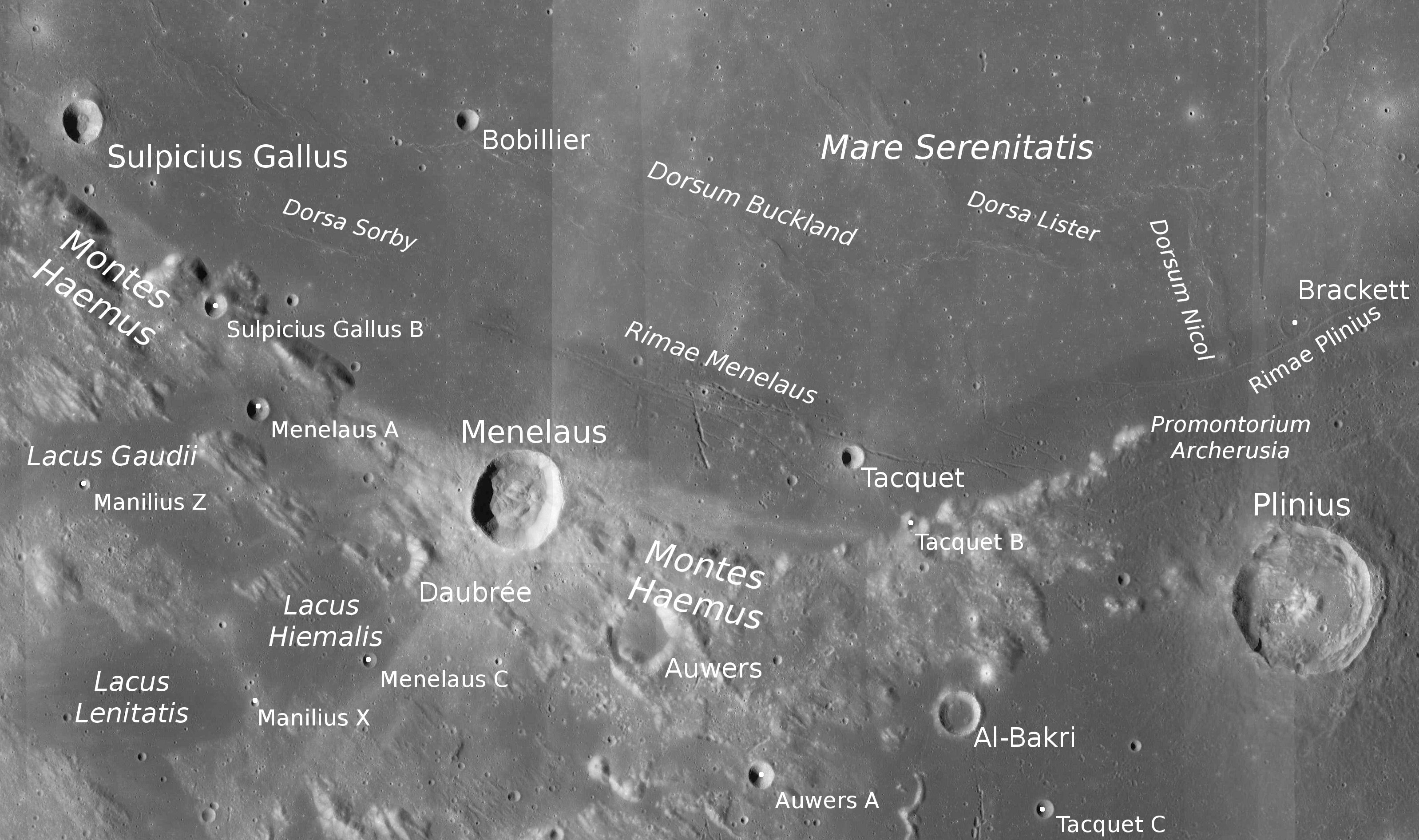
Kráter Auwers a okolí.

Auwers je starý lunární kráter nacházející se v oblasti pohoří Montes Haemus jižně od Mare Serenitatis (Moře jasu) na přivrácené straně Měsíce. Má průměr 20 km, pojmenován je podle německého astronoma Arthura von Auwerse. Má tmavé dno vyplněné zatuhlou lávou a rozrušený okrajový val, který je otevřený na severu.
Severozápadně leží kráter Menelaus, severovýchodně Tacquet, jižně záliv Sinus Honoris (Záliv cti).

## Satelitní krátery
V okolí kráteru se nachází několik menších kráterů. Ty byly označeny podle zavedených zvyklostí jménem hlavního kráteru a velkým písmenem abecedy.
| Auwers | Sel. šířka | Sel. délka | Průměr |
| ------ | ---------- | ---------- | ------ |
| A      | 13,8° S    | 18,3° V    | 8 km   |